# راباتوتوش
راباتوتوش (به مجاری:  Rábatöttös) یک شهرداری در مجارستان است که در واش واقع شده‌است. راباتوتوش ۶٫۴۸ کیلومتر مربع مساحت و ۲۲۴ نفر جمعیت دارد.